# Johannes Rydberg
Johannes Robert Rydberg (Halmstad, 8 de noviembre de 1854-Lund, 28 de diciembre de 1919) fue un físico sueco conocido principalmente por concebir la fórmula de Rydberg en 1888, utilizada para predecir la longitud de onda de los fotones (de luz y otras radiaciones electromagnéticas) emitidas por cambios en los niveles de energía de un electrón en un átomo.
Trabajó en la Universidad de Lund (Suecia) durante toda su vida activa.

## Biografía
Rydberg era el único hijo del comerciante Sven Rydberg y Maria Anderson Rydberg. Cuando tenía cuatro años se quedó sin padre, lo que significó que él y su madre se vieron obligados a vivir con escasos recursos. De 1864 a 1873 estudió en la escuela primaria de Halmstad y en su examen de admisión obtuvo las más altas calificaciones en matemáticas y física. En 1873 comenzó a estudiar en la Universidad de Lund y en 1875 obtuvo la licenciatura en filosofía. Durante sus estudios recibió beca de alojamiento y comida en Gotemburgo y entre 1876 y 1879 recibió becas equivalentes al salario anual de un trabajador textil.

## Carrera profesional

Líneas espectrales del átomo de hidrógeno.

Rydberg comenzó su carrera profesional durante sus estudios en 1876 al convertirse en profesor asistente en el departamento de física de la Universidad de Lund. En 1879 fue recibió su grado Doctor en Filosofía con su disertación "Konstruktioner af kägelsnitt i 3- och 4-punktskontakt" (Construcciones de secciones cónicas en contacto de 3 y 4 puntos). Se convirtió en profesor asociado de matemáticas en 1880 y comenzó a enseñar a estudiantes universitarios a nivel de pregrado, pero continuó siendo profesor asistente. En 1882 fue nombrado profesor asociado de física en la Universidad de Lund con su disertación Estudios sobre electricidad por fricción y poco después se convirtió en asistente de investigación.
En ese momento comenzó a trabajar en la cuestión de por qué los pesos atómicos en la tabla periódica de Dmitri Mendeléyev aumentaban aleatoriamente, pero no encontró ninguna función matemática que pudiera describirlo. Su siguiente trabajo fue examinar los espectros de los elementos y las explicaciones de por qué surgieron. En 1885 el matemático suizo Johann Jakob Balmer presentó una fórmula empírica que describía las longitudes de onda de las líneas espectrales observadas del hidrógeno, y en 1887 Rydberg publicó su fórmula que fue la primera en ser utilizada para describir las líneas espectrales no solo para el hidrógeno sino también para otros elementos. Sabemos que había encontrado sus resultados en septiembre de 1887, ya que escribió a la Real Academia Sueca de Ciencias en ese momento solicitando apoyo financiero y adjuntó a su solicitud un apéndice que enumeraba los resultados que luego anunció públicamente. Su primer anuncio público de sus resultados fue en On the Structure of the Line Spectra of Chemical Elements. Preliminary Notice Communicated by the Author, que se publicó en 1890. En este aviso preliminar, declaró que sus investigaciones se habían centrado únicamente en elementos de los grupos I, II y III de la tabla periódica. Sin embargo, estaba seguro de que las leyes que había encontrado se aplicaban a todos los elementos. Había presentado su artículo principal Recherches sur la constitution des spectres d'émission des elementos chimiques  a la Real Academia Sueca de Ciencias el 13 de noviembre de 1889. También fue publicado por la Academia en 1890.  Después de su publicación sobre el tema, Rydberg volvió a su investigación sobre la tabla periódica.
Cuando una cátedra de física estuvo disponible en 1897, Rydberg se convirtió en profesor interino y solicitó el puesto de profesor titular, pero a pesar de las cálidas recomendaciones de los expertos en el tema, la cátedra fue otorgada a Victor Bäcklund. Sin embargo, Rydberg se convirtió en un profesor extraordinario y jefe de departamento en 1901.  Para recaudar dinero extra, trabajó a tiempo parcial como experto en números en Sparbanken (Caja de ahorros) en Lund desde 1891 y como actuario en Malmö desde 1905.

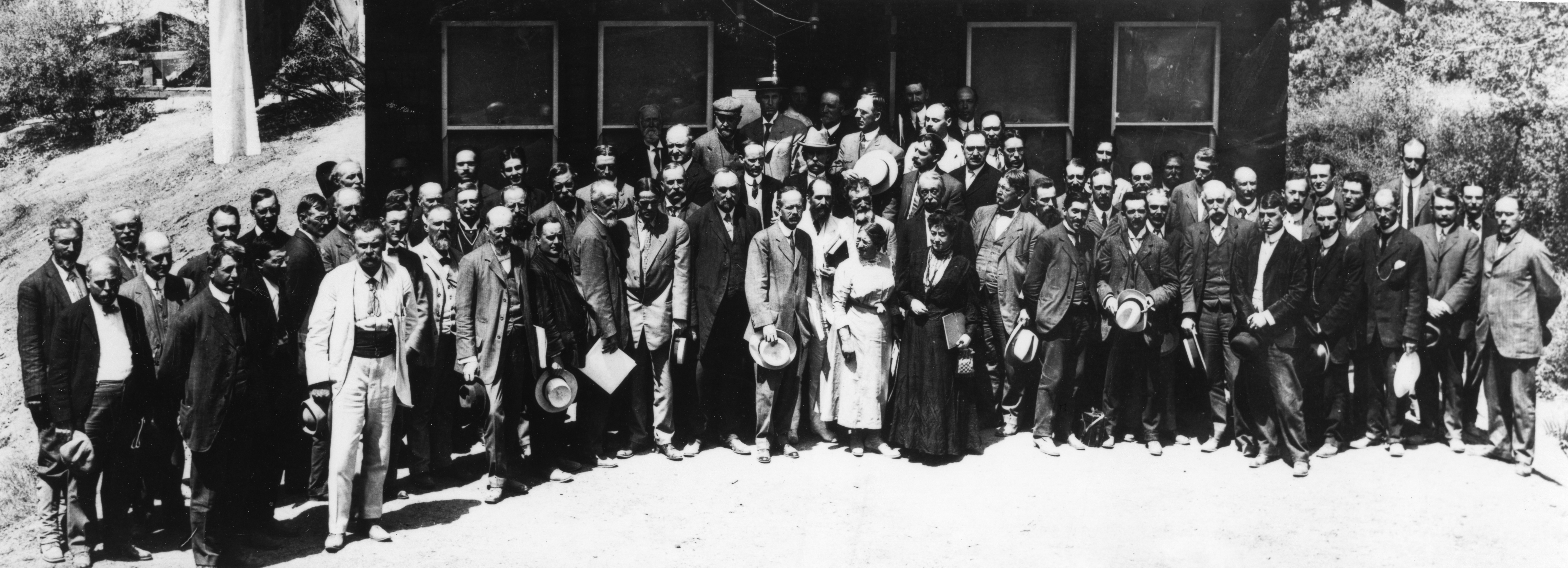
Delegados a la Cuarta Conferencia de la Unión Internacional para la Cooperación en Investigación Solar (International Union for Cooperation in Solar Research) en el Observatorio del Monte Wilson (1910), entre los que se encuentra Rydberg.

El descubrimiento de nuevas series espectrales para el hidrógeno por Theodor Lyman en 1906 y por Friedrich Paschen en 1908, series que satisfacían su ecuación, convenció a las autoridades académicas suecas de la necesidad de nombrar a Rydberg como profesor titular de física en 1909.

## Fórmula de Rydberg

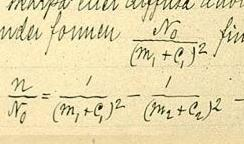
La fórmula de Rydberg tal como aparece en su manuscrito original.5 de noviembre de 1888.

La constante física conocida como constante de Rydberg lleva su nombre, al igual que la unidad de Rydberg. Los átomos excitados con valores muy altos del número cuántico principal, representado por n en la fórmula de Rydberg, se denominan átomos de Rydberg. La anticipación de Rydberg de que los estudios espectrales podrían ayudar en una comprensión teórica del átomo y sus propiedades químicas fue justificada en 1913 por el trabajo de Niels Bohr (ver espectro de hidrógeno). Una constante espectroscópica importante basada en un átomo hipotético de masa infinita se llama Constante de Rydberg (R) en su honor.
Un átomo de Rydberg es un átomo excitado con uno o varios electrones en estados con un número cuántico principal alto.  Estos átomos tienen propiedades bastante particulares, entre las que se encuentran una respuesta exagerada a campos eléctricos y magnéticos, tiempos de decaimiento largos y funciones de onda electrónicas que se aproximan (bajo ciertas condiciones) a las órbitas clásicas de los electrones alrededor del núcleo. Estos electrones externos perciben un potencial similar al potencial eléctrico dado por un átomo de hidrógeno, pues los electrones internos apantallan a los electrones de valencia del campo eléctrico creado por el núcleo.

## Trabajos de su autoría
- Johannes R. Rydberg, «Recherches sur la constitution des spectres d'émission des éléments chimiques», (Investigación sobre la constitución de los espectros de emisión de elementos químicos) Kongl. Svenska Vetenskaps-Akademiens Handlingar (Comptes rendus de l'Académie royale des sciences de Suède -Actas de la Real Academia Sueca de Ciencias), vol. 23, no 11, 1889, p. 1-177 (http://lup.lub.lu.se/search/ws/files/39556486/rydberg_1889_fullres.pdf). (en francés)
- Johannes R. Rydberg, « On the structure of the line-spectra of the chemical elements », Philosophical Magazine, vol. 29, 1890, p. 331-337.

## Influencia
Rydberg descubrió una ley que da cuenta de los datos experimentales pero sin conocer su significado físico. Fue Niels Bohr quien justificó teóricamente la fórmula de Rydberg en 1913 al desarrollar su modelo del átomo de hidrógeno. Desafortunadamente, ese mismo año, Rydberg cayó gravemente enfermo. Tuvo que reducir su actividad primero, para luego abandonarla por completo en 1915. Murió el 28 de diciembre de 1919. Manne Siegbahn, antiguo alumno suyo, le sucedió como catedrático de física en la Universidad de Lund. Rydberg está enterrado en el Cementerio Norte de Lund. Le sobrevivieron su esposa Lydia Carlsson (1856-1925), su hijo Helge Rydberg (1887-1968) y su hija Gerda Rydberg (1891-1983).
Rydberg siguió siendo subestimado en Suecia a pesar de su reputación internacional, que llevó a la Royal Society a darle la bienvenida como miembro extranjero el 26 de junio de 1919. Aunque Rydberg no recibió el Premio Nobel, Niels Bohr, en su discurso de aceptación del Premio Nobel de Física en 1922, no dejó de rendir homenaje al difunto profesor Rydberg de Lund citándole en varias ocasiones en su discurso de aceptación del premio.
En julio de 1954 se celebró en la Universidad de Lund una conferencia para celebrar el centenario de su nacimiento. Asistieron los físicos más destacados de la época y las actas se publicaron. Dos de los científicos que asistieron fueron Niels Bohr, que contribuyó con el artículo Rydberg's discovery of the spectral laws  y Wolfgang Pauli, que contribuyó con el artículo Rydberg and the periodic system of the elements.

## Legado
La constante física conocida como constante de Rydberg fue llamada así, en su honor, así como la unidad Rydberg. Los átomos excitados con muy elevados valores del número cuántico principal, representado por n en la fórmula de Rydberg, son llamados átomos de Rydberg.
El cráter lunar Rydberg y el asteroide (10506) Rydberg también llevan este nombre en su honor.